# 申涵光
申涵光（1619年—1677年），字孚孟，一字和孟，号凫盟。直隸永年縣人。明末清初人物。

## 生平
崇禎年間贡生。與殷岳、張蓋合稱“畿南三才子”。明亡後，絕意仕途，“事亲课弟，足迹绝城市”。顺治十八年，诏贡入太学，以病拒絕。康熙七年，清廷访求隐逸，时任吏部尚书、保和殿大学士魏裔介有意举荐之，申氏作书婉拒。康熙二十五年（1686年）入祀县学、府学乡贤祠。著有《聪山诗集》。

## 家族
父申佳胤，明末太仆寺丞；长子。妹妹嫁路振飞之幼子路泽浓。

## 延伸阅读
[在维基数据编辑]
 在维基文库阅读此作者作品
 《清史稿/卷484》，出自趙爾巽《清史稿》